# Chromaphis juglandicola
Chromaphis juglandicola är en insektsart som först beskrevs av Johann Heinrich Kaltenbach 1843. Enligt Catalogue of Life ingår Chromaphis juglandicola i släktet Chromaphis och familjen långrörsbladlöss, men enligt Dyntaxa är tillhörigheten istället släktet Chromaphis och familjen borstbladlöss. Arten är reproducerande i Sverige. Inga underarter finns listade i Catalogue of Life.

## Bildgalleri

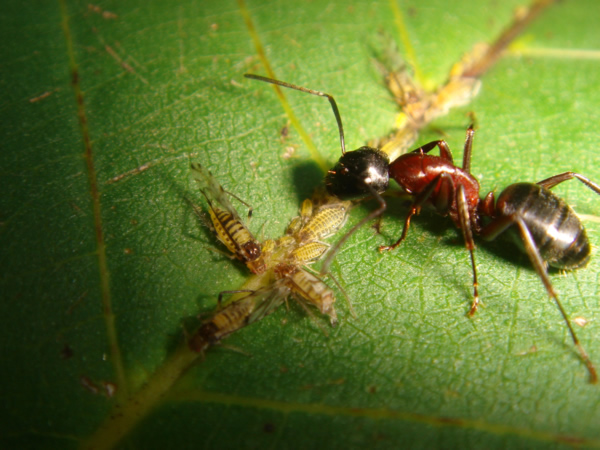